# Gobiceratop
El gobiceratop (Gobiceratops) és un gènere de dinosaure ceratop que va viure al Cretaci superior en el que avui en dia és Mongòlia. Es basa en un crani de 3,5 centímetres de longitud, trobat a la localitat Khermin Tsav a la formació de Barun Goyot al sud de Mongòlia; l'individu tipus era un jove. Es pensa que el gobiceratop estava emparentat amb el bagaceratop, ambdós pertanyents a la família dels bagaceratòpids. Fou descrit l'any 2008 per Alifanov. L'espècie tipus és G. minutus.